# 魁人政團
魁人政團（發音：[blɔk kebekwa]；又譯魁省政團）是加拿大的一個聯邦政黨。該党一直追求魁北克省獨立或自治，曾在1995年主導魁北克獨立公投。
該政黨最重要的政綱是支持魁北克省脫離加拿大聯邦，成為一個獨立主權國家，而其他的政綱為在聯邦政府維護魁北克省的利益，並捍衛法語在加拿大的社會影響地位。雖然魁人政團及作為省級政黨的魁北克人党沒有任何正式聯盟，但是該兩個政黨有十分密切的關係，同樣支持魁北克独立。魁人政團大多數的支持者為魁北克分離主義者及省内的工會組織。
由於魁人政團的民族主義政治傾向，該黨的所有候選人只會在魁北克省參選，在國會也只說法語。因此，魁人政團是加拿大國會下議院所有政黨中唯一只在一個省份運作的政黨。此外，由於在下議院的338個議席中，魁北克省只佔78席（即總議席的23.08%），所以實際上魁人政團就算把魁北克省的所有議席統統拿下，都不會有能力獨自組成一個多數聯邦政府。

## 政治觀點與立場
- 魁北克獨立，特別廢除「清晰法案」並反對興建麝鼠瀑布發電站（英语：Muskrat Falls Generating Station）[5][6][7][8][9]
- 支持《京都議定書》[10][11]
- 支持墮胎[12]
- 支持LGBT權利[13]
- 合法化協助自殺[14]
- 廢除加拿大參議院[15]
- 廢除加拿大的君主立憲制[16]
- 支持魁北克世俗主義法（英语：Act respecting the laicity of the State），該法禁止擔任權威職務的政府工作人員佩戴宗教標誌[17]
- 使魁北克省免受《多元文化主義法（英语：Canadian Multiculturalism Act）》的要求約束。[18][19]

2015年聯邦大選期間，魁人政團支持在入籍儀式和投票期間禁止蒙面。

## 历史
魁人政團成立於1990年，是進步保守黨和自由黨魁北克省國會議員組成的非正式聯盟，他們在米奇湖協議失敗後離開了兩黨。該黨的目的是暫時的，其目標是在聯邦層面促進魁北克主權和脫離加拿大。創始人布沙爾曾擔任總理布赖恩·马尔罗尼領導的進步保守黨政府內閣的環境部長。
布沙爾於1990年5月離開梅隆尼政府，以回應莊社理領導的委員會建議修改《米奇湖協議》的報告。布沙爾認為變革建議破壞了協議的目標和精神。據「秘密莫羅尼錄音帶」報導，他是被梅隆尼總理解僱而不是辭職。布沙爾與他的五名進步保守黨同僚以及兩名自由黨人一起組成魁人政團。第一個當選的魁人政團候選人是當時的工會組織者吉尔·迪塞普（Gilles Duceppe），他在 1990年8月13日蒙特利爾勞里埃-聖瑪麗選區的補選中當選。由於該集團尚未註冊為聯邦政黨，他以無黨籍身份參選。1991年6月15日魁人政團才正式注册成為聯邦政黨。

### 初期
魁人政團在1993年加拿大聯邦大選因聯邦進步保守黨全國性潰敗於自由黨而成為第二大黨（即官方反對黨），其黨魁兼創黨人呂西安·布沙爾也成為加拿大官方反對黨領袖。1995年魁北克公民投票中魁人政團為"魁北克應脫離加拿大"（支持獨立）一方參加了公投競選活動，但最終以反對獨立方險勝。

### 杜錫時期（1997年-2011年）
在布沙爾1996年下台後，1997年米歇尔·戈捷成為了魁人政團黨魁但他很快因政策問題被迫下台，吉尔·迪塞普則當選成為了新黨魁及反對黨領袖。1997年加拿大聯邦大選中魁人政團失去了官方反對黨地位變成第三大黨。大選後魁人政團極力反對聯邦自由黨總理克里田所提出的「清晰法案」。2000年加拿大聯邦大選中由1997年的44席跌至38席一個因素是由魁省魁人黨政府對魁北克幾個主要城市的強制合併，例如蒙特利爾、魁北克市和加蒂諾，令主要對手自由黨或反魁獨勢力的民望上升。
2004年2月，發生「贊助醜聞」，非法活動被揭露，魁人政團及其它反對黨則用政治醜聞攻擊執政自由黨政府。這令自由黨政府在2004年加拿大聯邦大選失去多數政府地位，而魁人政團捲土重來上升至54席。自由黨少數政府在2005年11月因不信任動議倒台，觸發2006聯邦大選，由改革黨及進步保守黨在2003年合併成的聯邦保守黨則在這次大選勝出組成少數政府終結了自1993年起執政的自由黨，杜錫在大選後支持保守黨政府及其財政預算案。
2007年後由於包括魁人政團在內的反對黨不合作，使保守黨總理哈珀在2008年提前大選，魁人政團席位大致上不變，杜錫更稱：「沒有魁人政團，哈珀早已贏得多數政府」。杜錫亦參與反對黨自由黨及新民主黨的組成聯合政府的企圖，但哈珀宣佈下議院休會及自由黨黨魁狄安下台而作罷。

#### 下野（2012年-2014年）
魁人政團及其它反對黨在2011年通過不信任動議令保守黨少數政府倒台舉行提前大選，新民主黨黨魁傑克·林頓在魁省出乎意料地贏取了魁人政團的大部份席位，令魁人政團由47席跌至4席，而新民主黨也超越自由黨成為官方反對黨第二大黨僅次於大勝贏得多數政府席位的執政保守黨。杜锡因此第一次作為魁人政團黨魁下台，马里奥·博利厄當選為新黨魁，因為當時不受黨內歡迎，隨後有2名魁人政團議員退黨令此黨僅有2席。

#### 杜錫的回歸及第二次下野（2015年）
2015年大選前夕杜錫返回魁人政團重任黨魁希望東山再起，但不幸地自由黨在黨魁杜魯多帶領下擊敗了執政保守黨多數政府和第二大黨新民主黨組成自由黨多數政府，魁人政團不敵當時杜魯多自由黨在全國包括魁北克在內的高民望，因此只得10席。杜錫再次下野，並且宣佈退出政治。

### 黨內危機（2015年-2018年）
杜錫離去後的魁人政團滿目瘡痍，而馬蒂娜·韋萊當選為新黨魁，再次因不受黨內歡迎而令多名魁人政團國會議員退黨和內訌，民調亦顯示再這樣下去魁人政團會在2019年大選失去所有席位，魁人政團去到了生死存亡的地步。最終歐萊在2018年6月宣佈辭職，新的黨魁將於2019年1月選出。

### 布朗謝時期（2019年至今）
曾任魁省魁人黨政府內閣部長的伊夫-弗朗索瓦·布朗谢贏得了黨魁選舉。布朗謝在成為魁人政團新黨魁後魁人政團民望開始上升，最終魁人政團席位在2019年大選中從2015年的10席增加到32席，超越新民主黨成為加拿大第三大黨，並重獲官方政黨地位。
2021年大選中，布朗謝領導的魁人政團贏得32個席位，與上屆選舉持平。
2024年9月16日，魁人政團在位於蒙特婁的拉薩爾-埃馬爾-凡爾登選區補選以輕微優勢擊敗自由黨獲勝，自由黨繼6月多倫多一個選區的補選輸給保守黨後，自由黨又失去了另一個大都市票倉。

## 歷任黨領
| 圖像     | 名稱                 | 任職時間                       | 附註                          |
| -------- | -------------------- | ------------------------------ | ----------------------------- |
|          | 呂西安·布沙爾        | 1990年7月25日－1996年1月16日   | 首任黨領，兼任官方反對黨領袖  |
|          | 吉尔·迪塞普          | 1996年1月16日－1996年2月17日   | 臨時黨領                      |
|          | 米歇尔·戈捷          | 1996年2月17日－1997年3月15日   |                               |
|          | 吉尔·迪塞普          | 1997年3月15日－2011年5月2日    |                               |
|          | 维维安·巴尔博        | 2011年5月2日－2011年12月11日   | 臨時黨領及黨主席              |
|          | 达尼埃尔·帕耶        | 2011年12月11日－2013年12月16日 |                               |
| 職位懸空 | N/A                  | 職位懸空                       | 2013年12月16日－2014年6月25日 |
|          | 马里奥·博利厄        | 2014年6月25日－2015年6月10日   |                               |
|          | 吉尔·迪塞普          | 2015年6月10日－2015年10月22日  |                               |
|          | 雷亚尔·福尔坦        | 2015年10月22日－2017年3月18日  | 臨時黨領                      |
|          | 马蒂娜·韦莱          | 2017年3月18日－2018年6月11日   |                               |
| 職位懸空 | N/A                  | 職位懸空                       | 2018年6月11日－2018年6月13日  |
|          | 马里奥·博利厄        | 2018年6月13日－2019年1月17日   | 臨時黨領                      |
|          | 伊夫-弗朗索瓦·布朗谢 | 2019年1月17日至今              |                               |

## 選舉表現
| 選舉 | 得票      | 魁北克 | 魁北克  | 魁北克 | 加拿大 | 加拿大   | 加拿大 | 增減 |
| 選舉 | 得票      | %      | 席次    | 排名   | %      | 席次     | 排名   | 增減 |
| ---- | --------- | ------ | ------- | ------ | ------ | -------- | ------ | ---- |
| 1993 | 1,846,024 | 49.3   | 54 / 75 | 第1    | 13.5   | 54 / 295 | 第2    | ▲ 44 |
| 1997 | 1,385,821 | 37.9   | 44 / 75 | ━ 第1  | 10.7   | 44 / 301 | ▼ 第3  | ▼ 10 |
| 2000 | 1,377,727 | 39.9   | 38 / 75 | ━ 第1  | 10.7   | 38 / 301 | ━ 第3  | ▼ 6  |
| 2004 | 1,680,109 | 48.9   | 54 / 75 | ━ 第1  | 12.4   | 54 / 308 | ━ 第3  | ▲ 16 |
| 2006 | 1,553,201 | 42.1   | 51 / 75 | ━ 第1  | 10.5   | 51 / 308 | ━ 第3  | ▼ 3  |
| 2008 | 1,379,628 | 38.1   | 49 / 75 | ━ 第1  | 10.0   | 49 / 308 | ━ 第3  | ▼ 2  |
| 2011 | 889,788   | 23.4   | 4 / 75  | ▼ 第4  | 6.0    | 4 / 308  | ▼ 第4  | ▼ 45 |
| 2015 | 818,652   | 19.3   | 10 / 78 | ━ 第4  | 4.7    | 10 / 338 | ━ 第4  | ▲ 6  |
| 2019 | 1,387,030 | 32.4   | 32 / 78 | ▲ 第2  | 7.7    | 32 / 338 | ▲ 第3  | ▲ 22 |
| 2021 | 1,301,598 | 32.1   | 32 / 78 | ━ 第2  | 7.6    | 32 / 338 | ━ 第3  | ━ 0  |
| 2025 | 1,236,338 | 27.7   | 22 / 78 | ━ 第2  | 6.3    | 22 / 343 | ━ 第3  | ▼ 10 |